# 訃報 2015年12月
訃報 2015年12月（ふほう 2015ねん12がつ）では、2015年12月に物故した、又は物故が報じられた人物についてまとめる。

## （1日 - 15日）

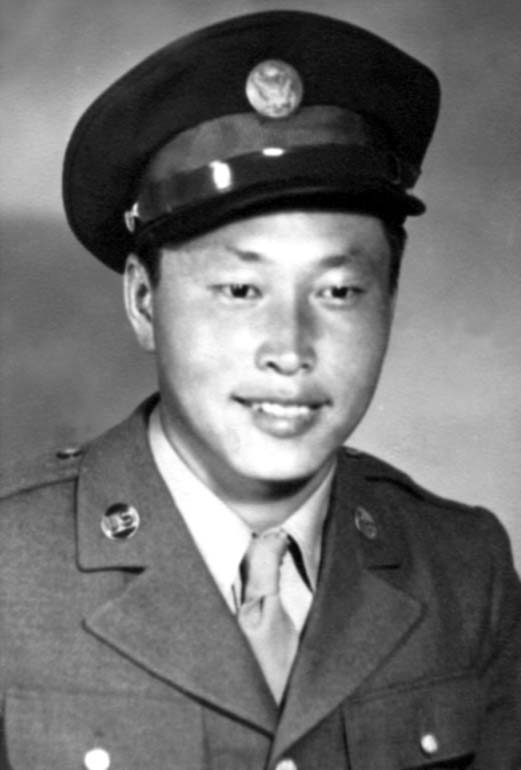
ジョージ・T・サカト／12月2日没

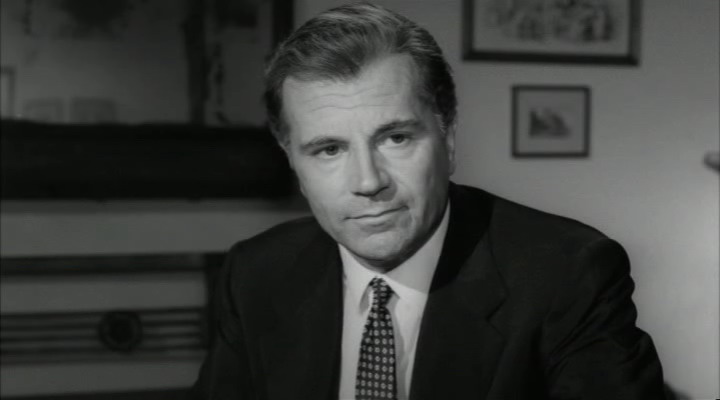
ガブリエーレ・フェルツェッティ／12月2日没

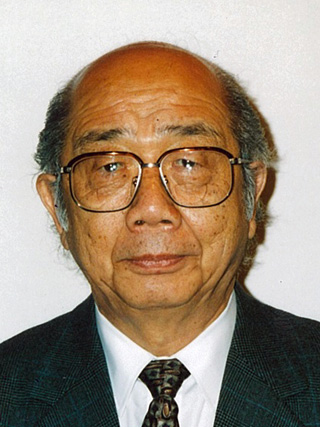
田村三郎／12月4日没

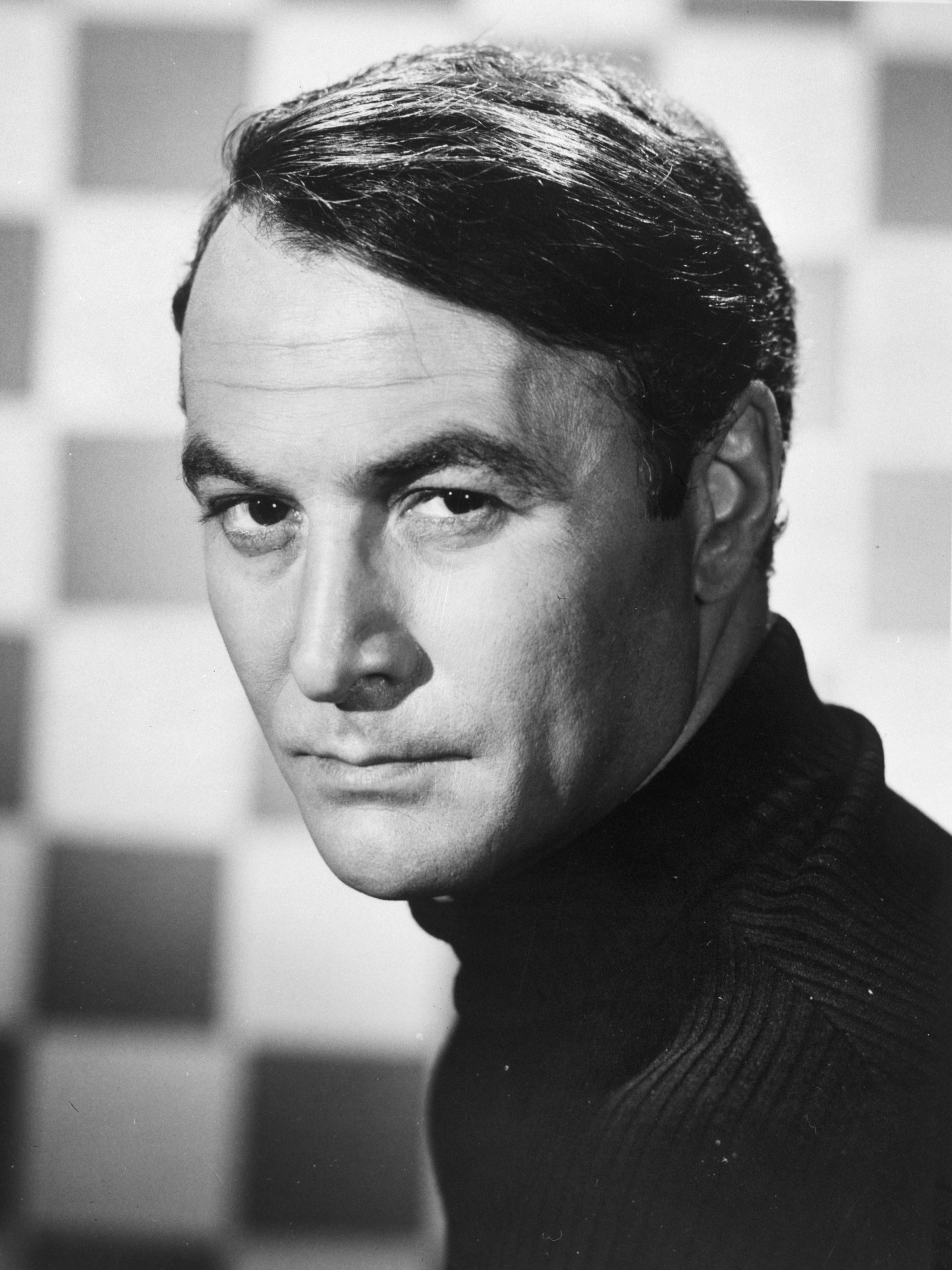
ロバート・ロッジア／12月4日没

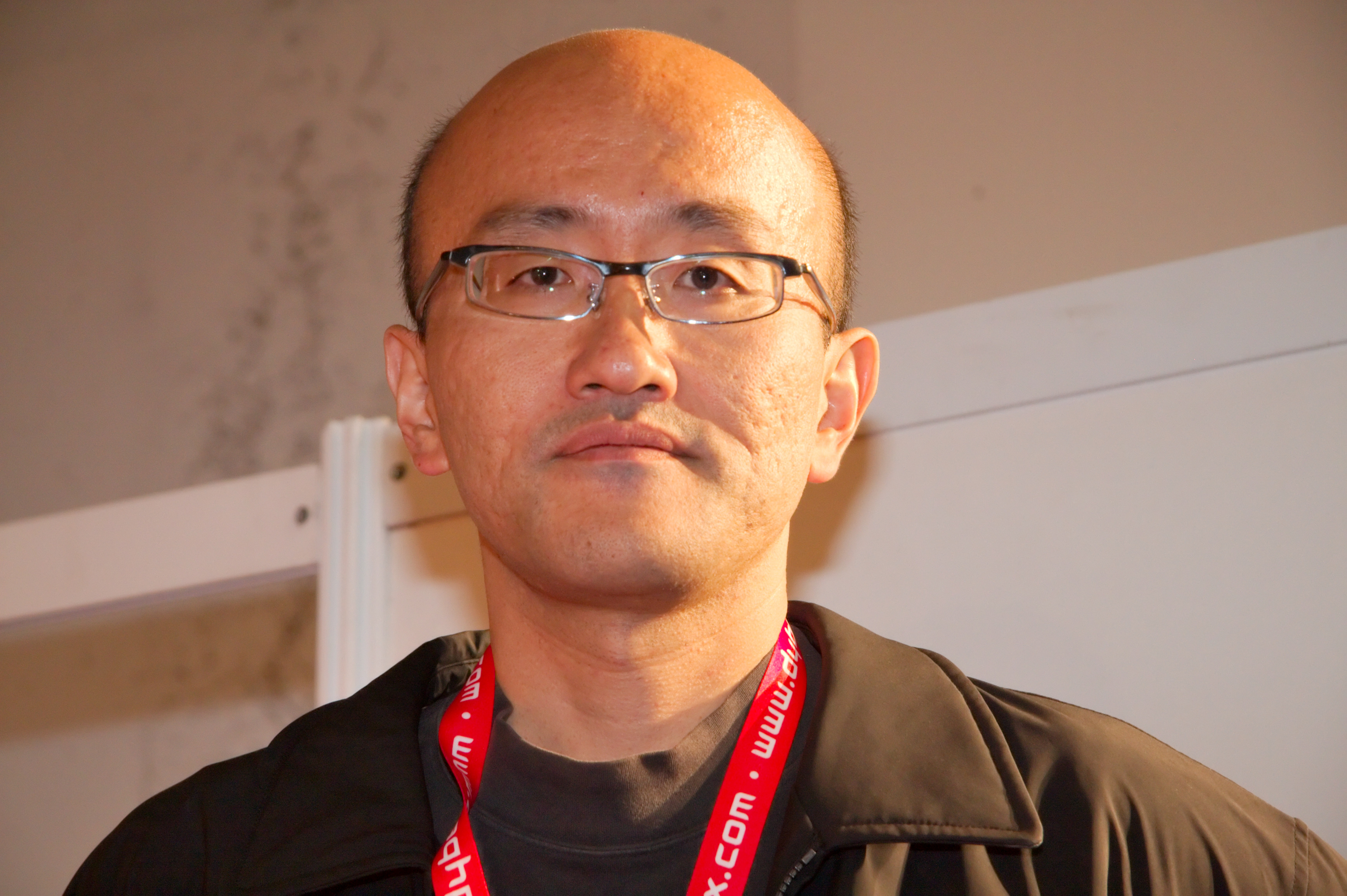
櫻井孝昌／12月4日没

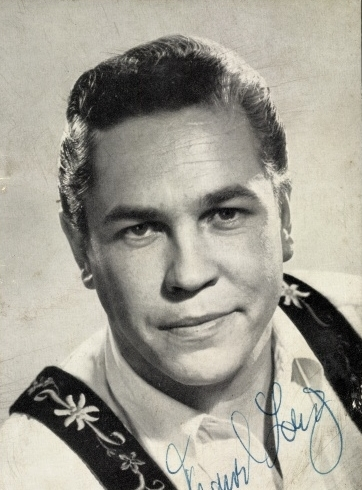
フランツル・ラング／12月6日没

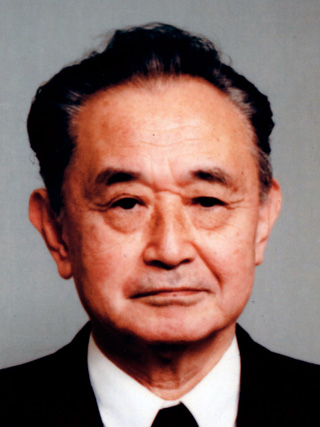
石本泰雄／12月8日没

野坂昭如／12月9日没

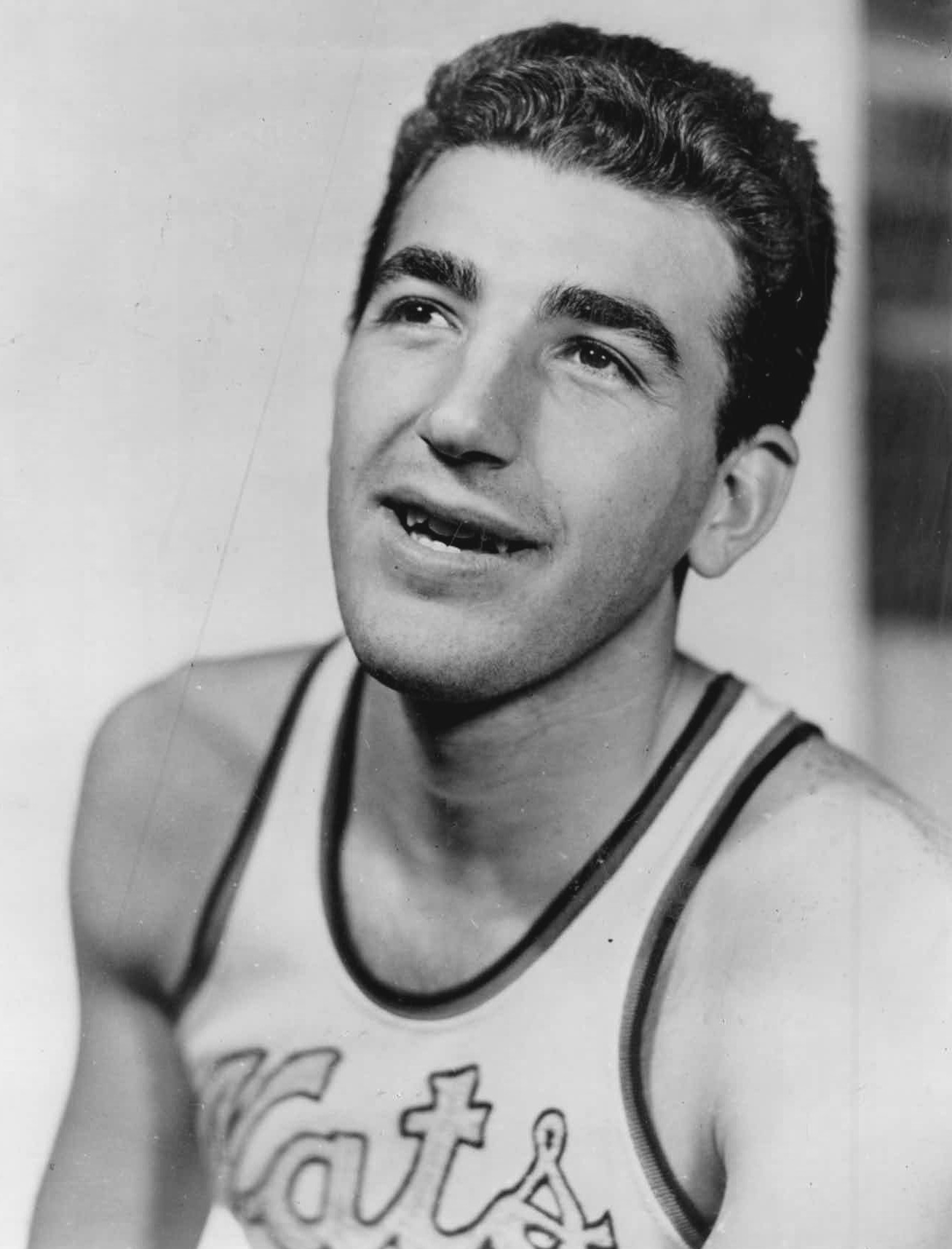
ドルフ・シェイズ／12月10日没

- 12月1日 - 畠中平八、日本の実業家、元岩井証券社長（* 1920年）[1]
- 12月1日 - 駒ヶ嶺大三、日本の音楽教育学者、北海道教育大学名誉教授（* 1923年）[2]
- 12月1日 - 馬場順三、日本の政治家、元兵庫県西宮市長（* 1925年）[3]
- 12月1日 - 中礼俊則、日本の実業家、元日本工営社長（* 1933年?）[4]
- 12月1日 - 大島晃、日本の漢文学者、上智大学名誉教授 (* 1946年)[5] [6]
- 12月1日 - 原憲彦、日本一まずいラーメン屋としてマスメディアに取り上げられたラーメン彦龍の店主（* 1947年）[7]
- 12月2日 - ジョージ・T・サカト、アメリカのアメリカ陸軍第442連隊戦闘団一等兵（* 1921年）[8]
- 12月2日 - 曽和博朗、日本の能楽師、幸流小鼓方、人間国宝（* 1925年）[9]
- 12月2日 - ガブリエーレ・フェルツェッティ、イタリアの俳優（* 1925年）[10]
- 12月2日 - 板垣宏、日本の実業家、元帝人社長（* 1930年）[11]
- 12月2日 - 佐藤伊次、日本の実業家、オフィスジュニア社長（* 1942年）[12]
- 12月2日 - サンディ・バーガー（英語版）、アメリカ合衆国の政治家、元国家安全保障問題担当大統領補佐官（* 1945年）[13]
- 12月2日 - 辻みどり、日本の行政社会学者、福島大学教授（* 1955年[14]）[15]
- 12月3日 - 舟渡善作、日本の実業家、日本コンピューター・システム創業者（* 1923年）[16]
- 12月3日 - 水沢郁夫、日本の実業家、東洋英和女学院理事長（* 1931年?）[17]
- 12月3日 - スコット・ウェイランド（英語版）、アメリカ合衆国のミュージシャン、元ストーン・テンプル・パイロッツメンバー（* 1967年）[18]
- 12月4日 - 田村三郎、日本の農芸化学者（* 1917年）[19]
- 12月4日 - ロバート・ロッジア、アメリカ合衆国の俳優（* 1930年）[20]
- 12月4日 - 佐竹文彰、日本の実業家、マルヨシセンター会長（* 1940年）[21]
- 12月4日 - 杉本章子、日本の小説家（* 1953年）[22]
- 12月4日 - 櫻井孝昌、日本のポップカルチャー研究家（* 1965年）[23]
- 12月5日 - 石黒喜代子、日本のスーパーセンテナリアン、神奈川県内歴代最高齢者（* 1901年）[24]
- 12月5日 - 藤原弘、日本の実業家、元東日本海フェリー会長（* 1925年?）[25]
- 12月5日 - 八木竜朗、日本の実業家、元三国コカ・コーラボトリング社長（* 1928年?）[26]
- 12月5日 - 宮島達夫、日本の言語学者（* 1931年）[27]
- 12月5日 - 三島健二郎、日本の警察官僚、元警察庁警備局長（* 1932年）[28]
- 12月5日 - 関屋喜代作、日本の将棋棋士（* 1933年）[29]
- 12月5日 - 山際新平、日本の映画プロデューサー（* 1959年）[30]
- 12月6日 - 豊田三郎、日本の画家（* 1908年）[31]
- 12月6日 - 米倉功、日本の実業家、元伊藤忠商事会長（* 1922年）[32]
- 12月6日 - 平良とみ、日本の女優（* 1928年）[33]
- 12月6日 - 柯俊雄（中国語版）、台湾の俳優（* 1945年）[34]
- 12月6日 - 寺尾治彦、日本の物理学者、奈良女子大学教授（* 1960年?）[35]
- 12月6日 - フランツル・ラング、ドイツのヨーデル歌手（* 1930年）[36]
- 12月7日 - 西島文年、日本の政治家、元大阪府高槻市長（* 1928年）[37]
- 12月7日 - 三岡天邑、日本の読売書法会常任理事（* 1944年）[38]
- 12月8日 - 田中田鶴子、日本の女性抽象画家（* 1913年）[39]
- 12月8日 - 杜葉錫恩（中国語版）、香港の教育家、政治家、曾任立法局、臨時立法會、市政局議員（* 1913年）[要出典]
- 12月8日 - 石本泰雄、日本の法学者、大阪市立大学名誉教授（* 1924年）[40]
- 12月8日 - 小鷹信光、日本の翻訳家、ミステリ評論家、小説家（* 1936年）[41]
- 12月8日 - 鉄永幸紀、日本の政治家、元鳥取県議会議長（* 1947年）[42]
- 12月9日 - 平井隆太郎、日本の心理学者、立教大学名誉教授（* 1921年）[43]
- 12月9日 - 野坂昭如、日本の作家、作詞家、政治家、元第二院クラブ参議院議員（* 1930年）[44]
- 12月9日 - 吉田桂二、日本の建築家、一級建築士、工学博士（* 1930年）[45]
- 12月9日 - 片岡勲、日本の 北海道アイスホッケー連盟会長 （* 1936年）[46]
- 12月10日 - 加藤利徳、日本の政治家、元岐阜県議会議長（* 1926年?）[47]
- 12月10日 - ドルフ・シェイズ、アメリカのバスケットボール選手（* 1928年）[48]
- 12月10日 - 椿貞良、日本のジャーナリスト、元テレビ朝日取締役（* 1936年）[49]
- 12月10日 - 落合昭二、日本の数学者、宇都宮大学名誉教授（* 1936年）[50]
- 12月11日 - 志村恵、日本の政治家、沖縄県議会議長、自民党沖縄県連会長（* 1920年）[51]
- 12月11日 - 花柳泰輔、日本の日本舞踊家、花柳流名誉理事（* 1926年）[52]
- 12月11日 - 吉田仁志、日本の化学者、北海道大学名誉教授（* 1927年?）[53]
- 12月11日 - 出口吉昭、日本の水産学者、日本大学名誉教授（* 1929年）[54]
- 12月11日 - 有沢比呂子、日本の女優（* 1972年）[55]
- 12月12日 - 宮崎幸三、日本の実業家、加美乃素本舗会長（* 1932年?）[56]
- 12月12日 - 杉純夫、日本の実業家、元テクノアソシエ社長（* 1933年）[57]
- 12月12日 - 豊島弘通、日本の実業家、旭川電気軌道会長（* 1933年）[58]
- 12月12日 - ローズ・シギンズ（英語版）、アメリカ合衆国の女優（* 1972年）[59]
- 12月13日 - 泉美治、日本の化学者、大阪大学名誉教授（* 1921年）[60]
- 12月13日 - ベネディクト・アンダーソン、アメリカ合衆国の政治学者、コーネル大学政治学部名誉教授（* 1936年）[61]
- 12月13日 - 呉徳洙、日本の映画監督（* 1941年）[62]
- 12月13日 - 木下通博、日本の俳優（* 1954年）[63]
- 12月13日 - 宮下新平、日本のアニメーション監督（* 1968年）[64]
- 12月14日 - 半田孝淳、日本の天台宗の僧、総本山・比叡山延暦寺の第256世天台座主（* 1917年）[65]
- 12月14日 - 阪本謙二、日本の俳人（* 1930年）[66]
- 12月14日 - カン・ドゥリ（朝鮮語版）、韓国の女優（* 1993年）[67]
- 12月15日 - 谷慈義、日本の実業家、前ユアサ商事社長（* 1945年）[68]

## （16日 - 31日）

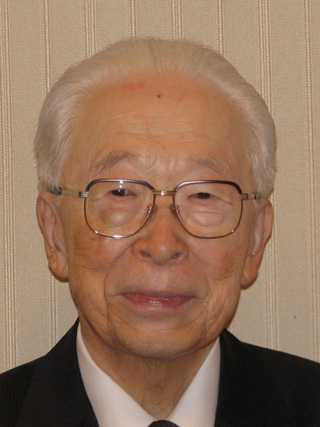
早石修／12月17日没

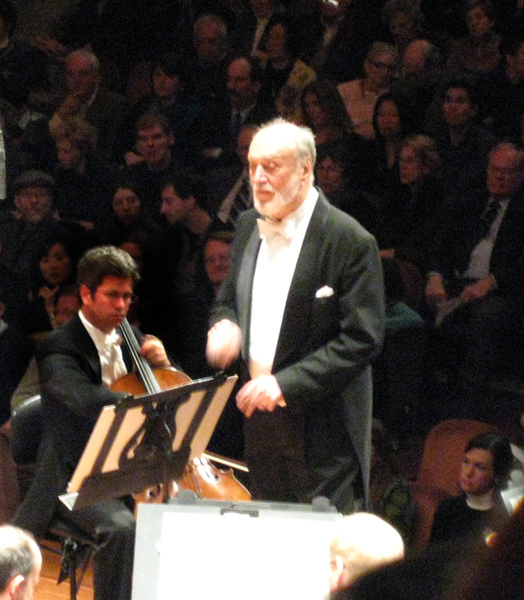
クルト・マズア／12月19日没

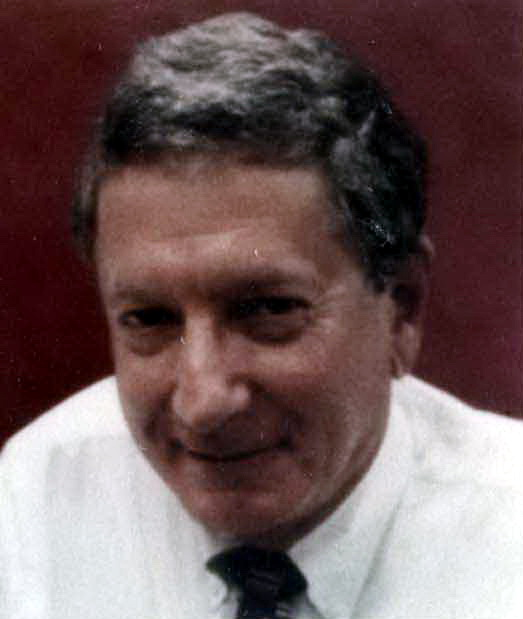
アルフレッド・ギルマン／12月23日没

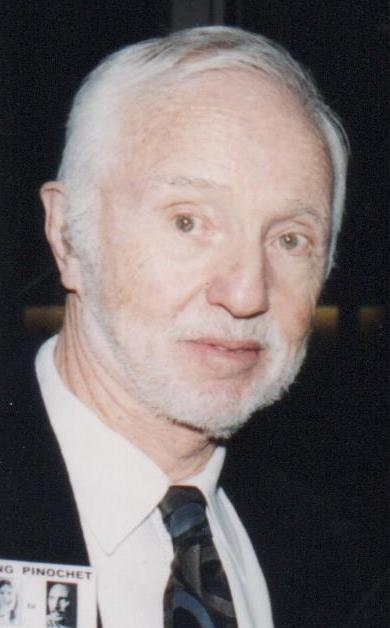
ハスケル・ウェクスラー／12月27日没

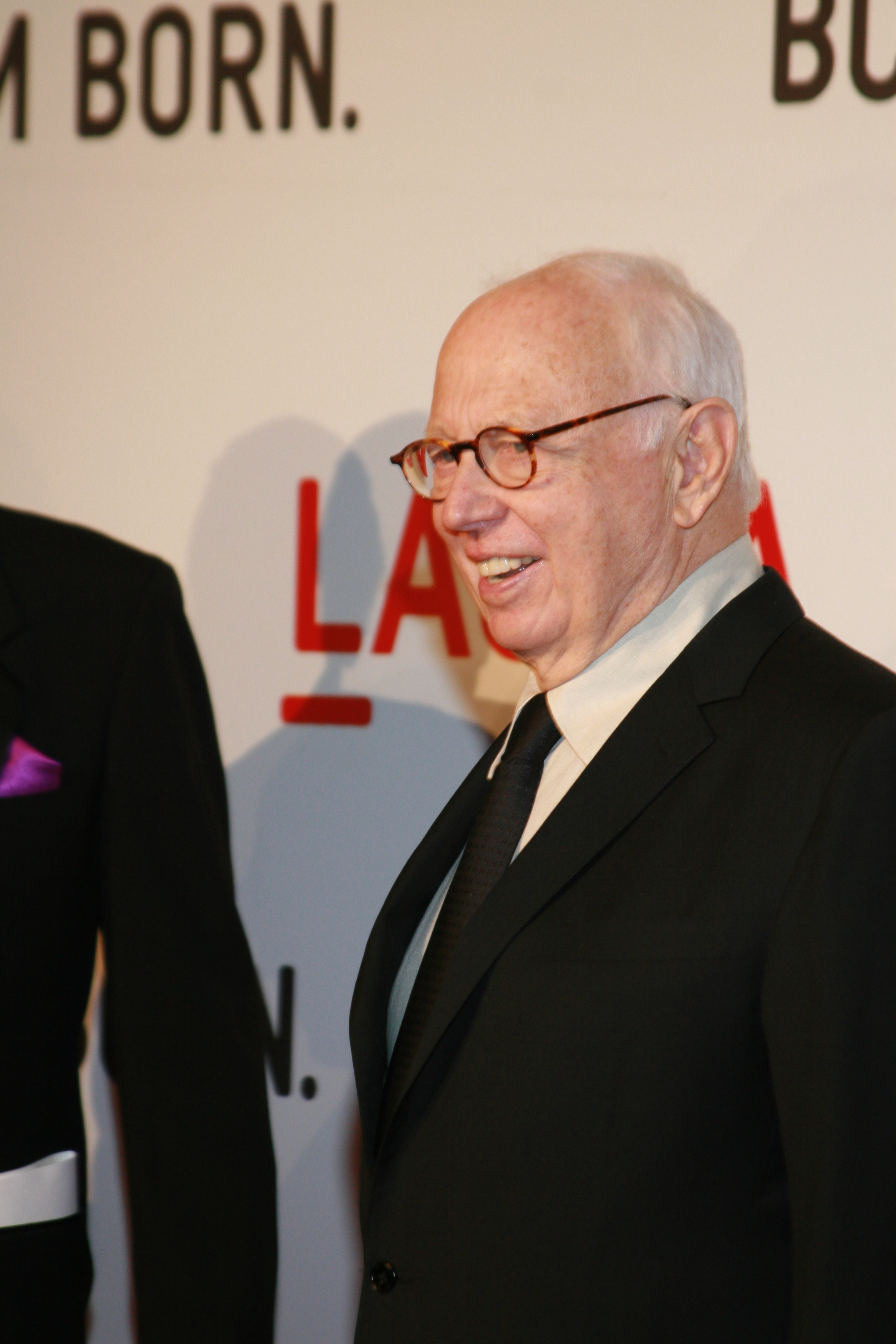
エルズワース・ケリー／12月27日没

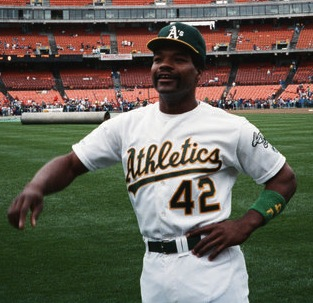
デーブ・ヘンダーソン／12月27日没

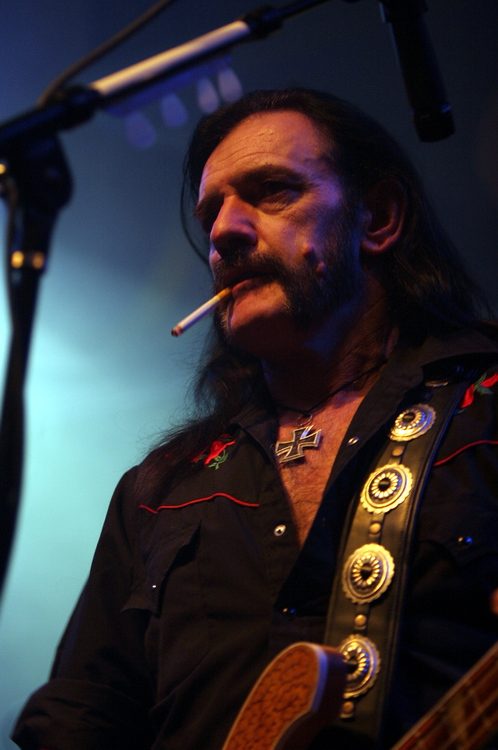
レミー・キルミスター／12月28日没

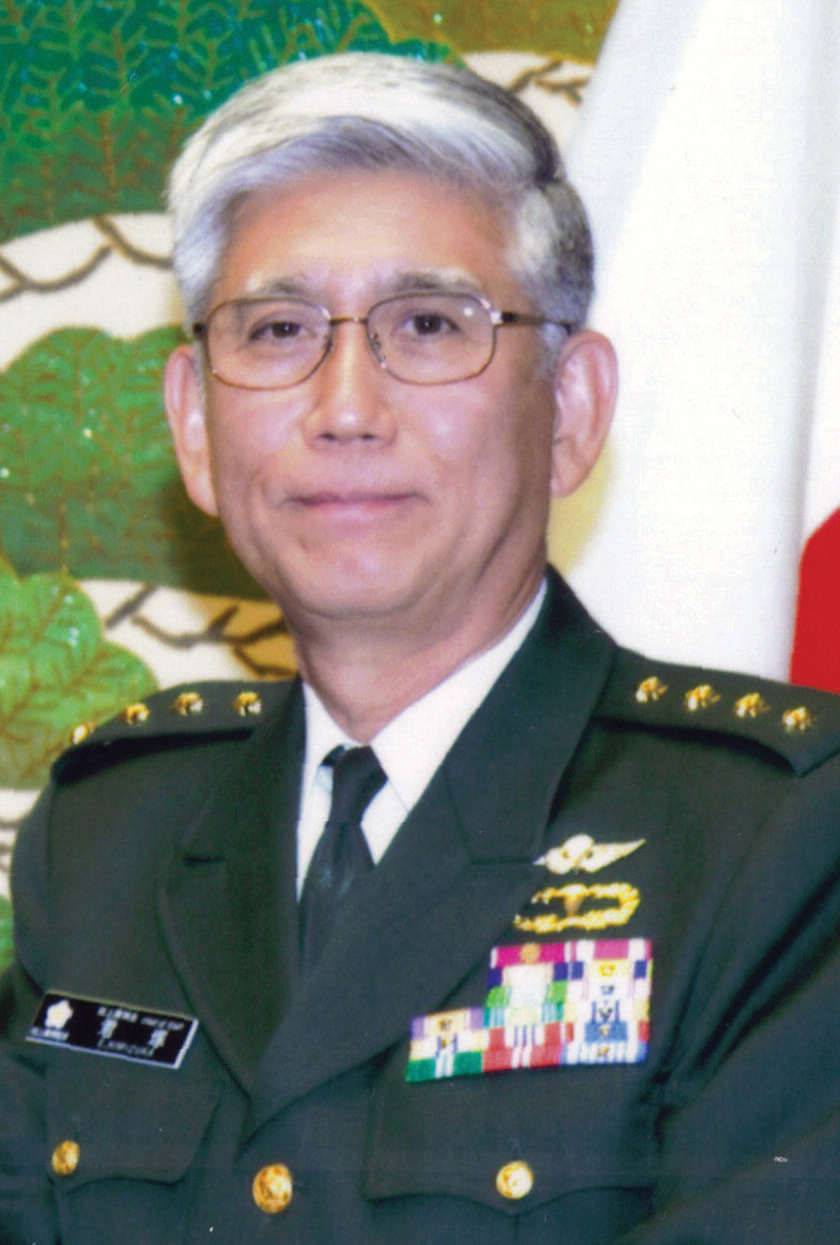
君塚栄治／12月28日没

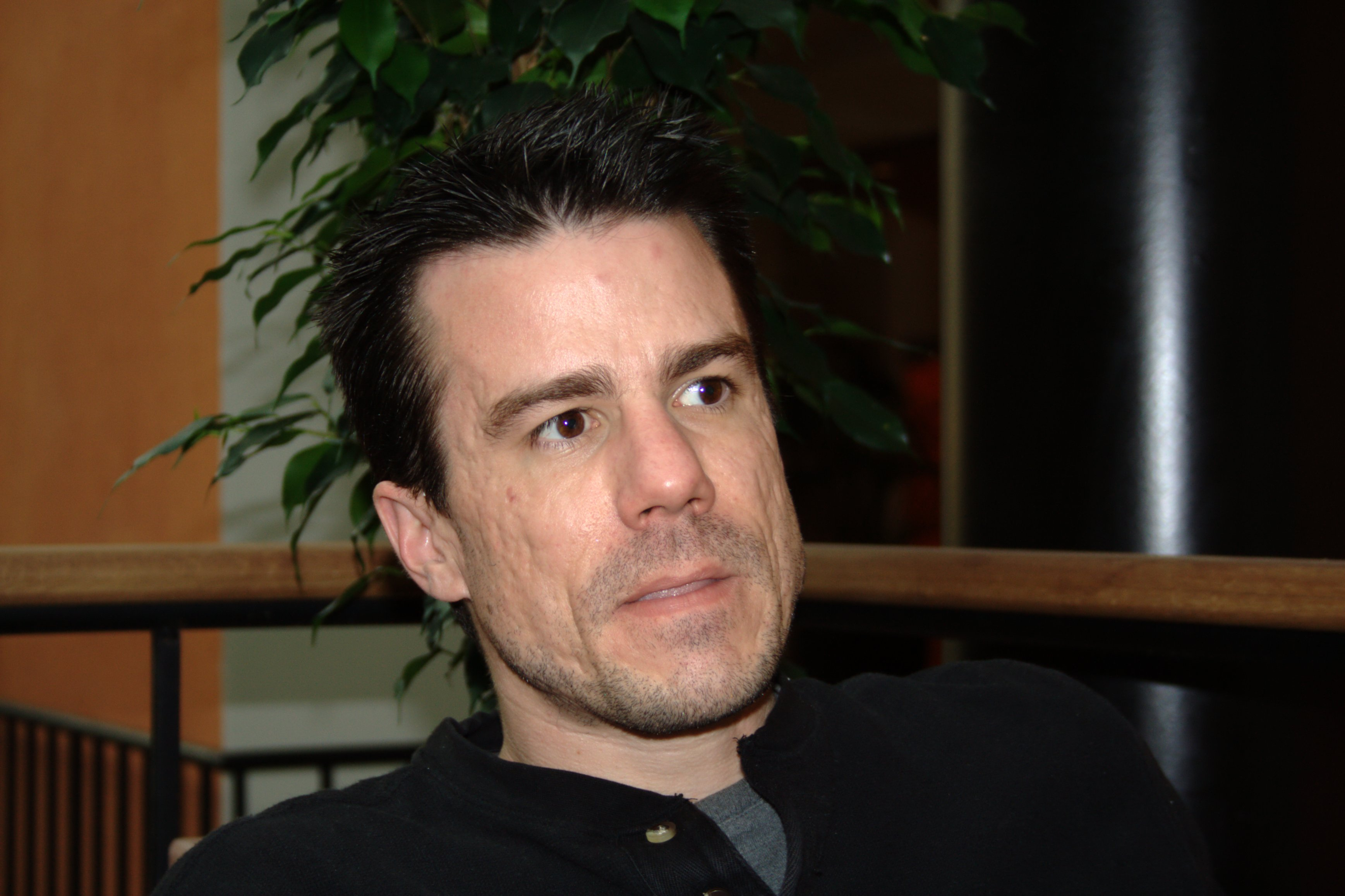
イアン・マードック／12月28日没

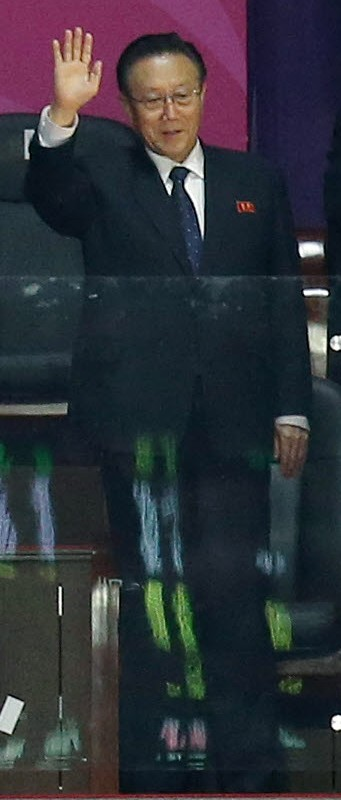
金養建／12月29日没

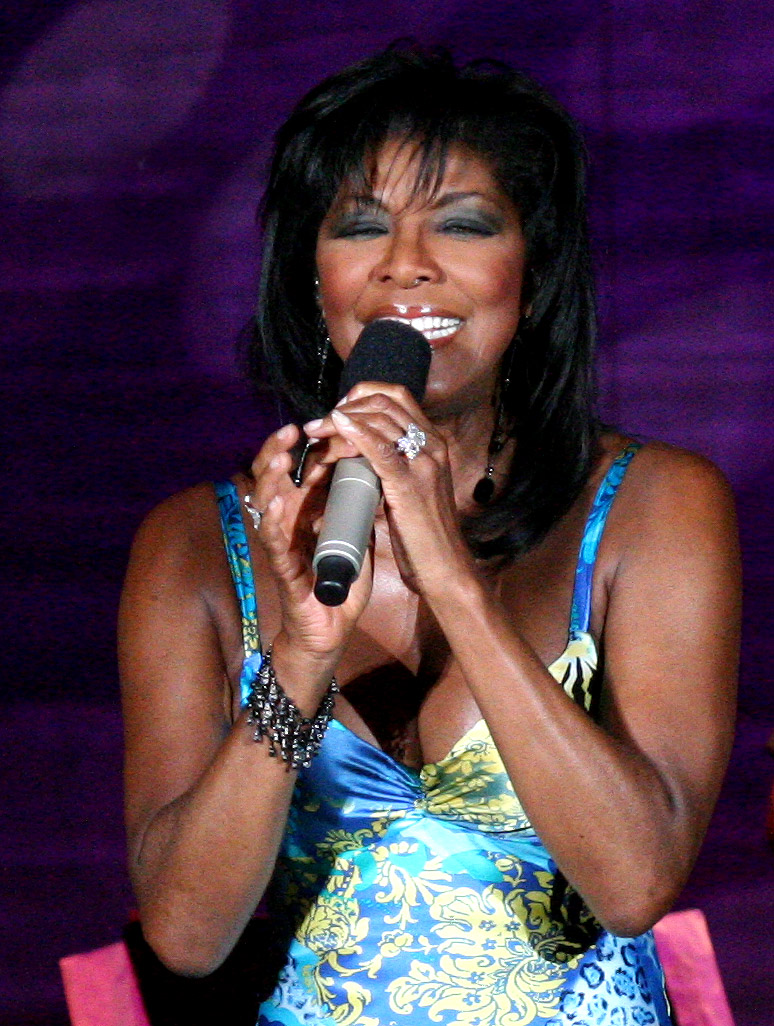
ナタリー・コール／12月31日没

- 12月16日 - 安藤昇、日本のヤクザ、俳優、小説家、歌手、プロデューサー（* 1926年）[69]
- 12月16日 - 沢井余志郎、日本の市民運動家、四日市ぜんそく公害の語り部（* 1928年）[70]
- 12月16日 - 伊吹和子、日本の編集者、エッセイスト（* 1929年）[71]
- 12月16日 - 清永敬次、日本の法学者、京都大学名誉教授（* 1931年）[72]
- 12月17日 - 久米利男、日本の教育者、学校法人甲子園学院長（* 1917年）[73]
- 12月17日 - 早石修、日本の生化学者、京都大学名誉教授（* 1920年）[74]
- 12月17日 - 森本晃司、日本の政治家、参議院議員、衆議院議員、第60代建設大臣（* 1942年）[75]
- 12月17日 - 鈴木隆太、日本のオルガン奏者（* 1959年）[76]
- 12月18日 - 関瞭二郎、日本の元アナウンサー【日本放送協会所属】、NHK東京アナウンス室元室長（* 1929年）[77]。
- 12月18日 - 溝上脩、日本の社会教育学者、佐賀大学名誉教授（* 1930年）[78]
- 12月18日 - 高木みどり、日本の宮内庁職員、元東宮女官長（* 1932年）[79]
- 12月18日 - 松田好哉、日本の実業家、山陰放送元社長（* 1933年）[80]
- 12月18日 - 塙義一、日本の実業家、日産自動車名誉会長、元社長（* 1934年）[81]
- 12月18日 - 藤田雄山、日本の政治家、元自由民主党参議院議員、公選第6代広島県知事（* 1949年）[82]
- 12月19日 - 摩文仁賢榮、日本の空手家、糸東流空手道第二代宗家（* 1918年）[83]
- 12月19日 - 北野次登、日本の実業家、北野建設会長兼社長 長野放送会長兼社長（* 1923年）[84]
- 12月19日 - クルト・マズア、ドイツの指揮者（* 1927年）[85][86]
- 12月19日 - 中康次、日本の俳優（* 1948年）[87]
- 12月20日 - 豊田計、日本の社団法人理事、元全国農業協同組合中央会会長（* 1926年）[88]
- 12月20日 - 小野日佐子、日本の肖像画家（* 1951年）[89]
- 12月21日 - 五味久枝、日本の元アナウンサー【南海放送所属】、実業家、トヨタカローラ愛媛前社長（* 1949年もしくは1950年）[90][91]
- 12月21日 - エマニュエル・ヤーブロー、アメリカ合衆国の総合格闘家（* 1964年）[92]
- 12月22日 - 緒方直哉、日本の化学者、上智大学副学長、千歳科学技術大学学長（* 1932年）[93]
- 12月22日 - 谷口けい、日本の登山家（* 1972年）[94]
- 12月23日 - 鈴木道明、日本の作詞家・作曲家、東京放送元編成局次長（* 1920年）[95]
- 12月23日 - 安藤光男、日本の政治家、元千葉県三芳村長（* 1933年?）[96]
- 12月23日 - 大橋宗夫、日本の官僚、元大蔵省関税局長（* 1934年）[97]
- 12月23日 - 大須賀明、日本の憲法学者、早稲田大学名誉教授（* 1934年）[98]
- 12月23日 - アルフレッド・ギルマン、アメリカ合衆国の科学者、ノーベル生理学・医学賞受賞者（* 1941年）[99]
- 12月24日 - 佐々木文雄、日本の実業家、元ダイニチ工業社長（* 1921年）[100]
- 12月24日 - 海原小浜、日本の女流漫才師（* 1924年）[101]
- 12月24日 - 山口洋平、日本の政治家、元長崎県松浦市長（* 1937年?）[102]
- 12月24日 - 国本武春、日本の浪曲師（* 1960年）[103]
- 12月25日 - 仁杉巌、日本の鉄道技術者、実業家、西武ライオンズ球団元社長、第9代国鉄総裁（* 1915年）[104]
- 12月25日 - ジェーソン・ウィングリーン（英語版）、アメリカ合衆国の俳優（* 1920年）[105]
- 12月25日 - 川内澄江、日本のソプラノ歌手（* 1922年）[106]
- 12月25日 - 加島祥造、日本の詩人（* 1923年）[107]
- 12月25日 - 林聖二、日本の実業家、河内屋紙創業者（* 1927年）[108]
- 12月25日 - 藤田勝久、日本の実業家、元ダイヤモンドリース社長、元三菱銀行副頭取（* 1928年?）[109]
- 12月25日 - 山川直治、日本の日本音楽研究家（* 1943年）[110]
- 12月26日 - 市村鶴蔵、日本の歌舞伎俳優（* 1924年）[111]
- 12月26日 - 高橋宗治郎、日本の実業家、元滋賀銀行頭取（* 1927年）[112]
- 12月26日 - ジム・オトゥール（英語版）、アメリカ合衆国のプロ野球選手（* 1937年）[113]
- 12月27日 - ハスケル・ウェクスラー、アメリカ合衆国の映画撮影監督（* 1922年）[114]
- 12月27日 - エルズワース・ケリー、アメリカ合衆国の画家（* 1923年）[115]
- 12月27日 - デーブ・ヘンダーソン、アメリカ合衆国のプロ野球選手（* 1958年）[116]
- 12月27日 - 有延悟、日本の実業家、大和紡績元社長（* 1927年）[117]
- 12月28日 - 竹山晴夫、日本の物理学者、元広島大学学長、同大名誉教授（* 1915年）[118]
- 12月28日 - 梅本純正、日本の厚生官僚・実業家、内閣官房副長官、武田薬品工業社長（* 1919年）[119]
- 12月28日 - 中川幸次、日本のエコノミスト、野村総合研究所社長（* 1920年）[120]
- 12月28日 - 中野嘉男、日本の実業家、元時事通信社取締役（* 1920年?）[121]
- 12月28日 - 坂井光夫、日本の物理学者、東京大学名誉教授（* 1921年）[122]
- 12月28日 - 佐藤由須計、日本の法学者、中央大学名誉教授（* 1922年?）[123]
- 12月28日 - 高橋公則、日本の政治家、元新潟県加治川村長（* 1926年?）[124]
- 12月28日 - 藤原房雄、日本の政治家、元公明党参議院議員・衆議院議員（* 1929年）[125]
- 12月28日 - レミー・キルミスター、イギリスのベーシスト、「モーターヘッド」のリーダー（* 1945年）[126]
- 12月28日 - 川村康治、日本の政治家、三重県川越町長（* 1949年?）[127]
- 12月28日 - 君塚栄治、日本の陸上自衛官、第33代陸上幕僚長（* 1952年）[128]
- 12月28日 - イアン・マードック、西ドイツ出身のソフトウェアエンジニア（* 1973年）[129]
- 12月29日 - 越智晴子、日本の運動家、道被爆者協会会長（* 1923年）[130]
- 12月29日 - 三橋修、日本の社会学者、和光大学名誉教授（* 1936年）[131]
- 12月29日 - 金養建、北朝鮮の政治家、朝鮮労働党書記・統一戦線部長（* 1942年）[132]
- 12月29日 - 戸田蔵人、日本のモトクロスライダー（* 1980年）[133][134]
- 12月30日 - 田村錦人、日本の俳優、声優（* 1928年）[135]
- 12月30日 - 奥原敏雄、日本の教育者、国士舘大名誉教授（* 1932年）[136]
- 12月31日 - リヒャルト・ザッパー、ドイツの工業デザイナー、プロダクトデザイナー（* 1932年）[137]
- 12月31日 - ナタリー・コール、アメリカ合衆国のシンガーソングライター、ジャズ歌手（* 1950年）[138]